# A Voz de Trás-os-Montes
A Voz de Trás-os-Montes (Vila Real, 1947) é um jornal regional português, premiado pelo Clube de Jornalistas, com o Gazeta de Imprensa Regional na 39ª edição dos Prémios GAZETA.

## História
A 9 de Novembro de 1947, por iniciativa de D. António Valente da Fonseca, então Bispo da Diocese de Vila Real, e do Sr. Padre Henrique Maria dos Santos, seu primeiro diretor, surgiu nas bancas A Voz de Trás-os-Montes, num formato de quatro páginas, que se tornaria semanário em janeiro do ano seguinte. Com o passar dos anos, A Voz de Trás-os-Montes foi crescendo.
É distribuído à quarta-feira, em particular nos distritos de Vila Real e Bragança e um pouco por todo o país e pelas comunidades portuguesas dispersas pelo mundo.
Em Agosto de 2014 o jornal A Voz de Trás-os-Montes sofre um pequeno revés, rapidamente ultrapassado, passando a ser editado pela empresa Letras Dinâmicas, Lda., que assim evita que toda uma comunidade fique privada de um meio de comunicação fundamental para a vida desta região. Este momento foi um marco na vida do título, já que, sofreu várias mudanças a nível estrutural, com novos conteúdos, novo design e um projeto jornalístico mais arrojado.
Foi com muito ânimo e crença nas potencialidades do título que, em dezembro de 2014, o novo editor abraçou este projeto, que tem tido um enorme acolhimento dos leitores. Sinal disso, é o aumento de assinantes e o crescimento contínuo de visitas no site, bem como o sucesso dos mais diversos produtos informativos (Edições Especiais) que têm editado ao longo dos últimos anos.
É uma marca com presença online - site, Facebook, YouTube, Linkedin, Instagram e Twitter.
Além disso, de forma a proporcionar aos seus leitores um serviço de proximidade e de comodidade, o jornal abriu nas suas instalações o Espaço Multisserviços, possibilitando a todos os que visitam as instalações a compra de outros Jornais e Revistas, o pagamento de contas, o envio/receção de encomendas e a compra de raspadinhas.
Em novembro de 2024, mudou de instalações para a Rua do Olival do Seixo, em Vila Real, um espaço mais moderno e adequado às necessidades atuais e tecnologicamente mais avançado, em particular na área do vídeo. 

## Prémios e reconhecimento
Foi distinguido com o Prémio Gazeta de Imprensa Regional, na 39ª edição dos Prémios GAZETA, atribuídos pelo Clube de Jornalistas. 